# 国王清真寺

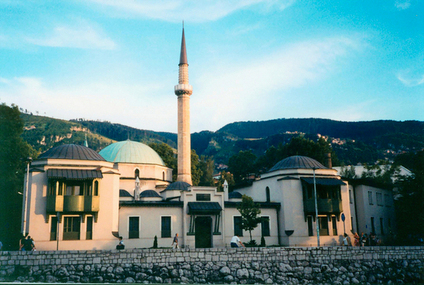
国王清真寺

国王清真寺（波斯尼亚语:Careva Džamija）是一座位于萨拉热窝的重要清真寺，以苏莱曼一世来命名。有一个圆顶和一座宣礼塔，建于15世纪。